# Emmanuel-Louis van Outryve d'Ydewalle
Emmanuel-Louis van Outryve d'Ydewalle (Damme, 7 januari 1745 - Brugge, 26 februari 1827) is de stamvader van alle dragers van de naam Van Outryve d'Ydewalle en behoort, langs die afstamming tot de rechtstreekse voorvaders van de Belgische koningin Mathilde.

## Onstuitbare opgang
De landbouwersfamilie van Outryve (ook van Houtryve) was in de zeventiende eeuw vooral in Ooigem, Bavikhove en  Oostrozebeke gevestigd en had er zich opgewerkt zodat verschillende onder hen tot de aanzienlijken van het dorp en de streek behoorden en ook officiële functies, zoals baljuw of ontvanger bekleedden.
In de achttiende eeuw kwamen enkele telgen uit de familie zich in Brugge vestigen en dreven er een handel in geïmporteerde producten die welvarend werd en ze vermogend maakte. De eerste om dit op een prominente manier te doen en een internationale reputatie te verwerven, was Marie-Anne van Outryve (Ooigem, 1674 - Brugge, 1746). 
Ongehuwd gebleven, interesseerde ze een paar neven in haar zaken. Het ging voornamelijk om
- Augustin van Outryve (Oostrozebeke, 1710 - Brugge, 1795) die vrijgezel bleef en zich helemaal op zijn zaken toelegde.

Een broer van Augustin, Pierre-François van Outryve (Oostrozebeke, 1703 - Damme, 1749), ging in Damme wonen en er trouwen met Jacqueline de Krijger (1711-1764), de dochter van de plaatselijke smid, landbouwer en schepen van de stad Jan De Krijger. Ze hadden acht kinderen, onder wie, naast Emmanuel-Louis:
- Jean-Jacques van Outryve de Merckem (Damme, 1740 - Brugge, 1815), die de zakenactiviteiten van zijn ooms verder zette en onder meer succes had met zijn vennootschap voor zeeverzekeringen. Zijn enige dochter trouwde met Patrice de Coninck die een belangrijke rol speelde in het Verenigd Koninkrijk der Nederlanden, als minister van onder meer Binnenlandse Zaken en Buitenlandse Zaken.
- Jean-Georges van Outryve (Damme, 1741 - Brugge, 1819) werd priester, kanunnik en lid van de geestelijke stand in de Raad van Vlaanderen.
- Jeanne-Françoise van Outryve (Damme, 1743 - Brugge, 1768) trouwde met Charles Le Bailly de Marloop die als voorschepen van Gent de voorzitter was van de Staten van Vlaanderen en aldus de belangrijkste politieke figuur was binnen het graafschap Vlaanderen. Ze overleed jong.
- Petronilla van Outryve (Damme, 1748 - Brugge, 1814) trouwde ongelukkig met de losbandige en verkwistende jonkheer Louis-Philippe de Stappens de Harnes (1742-1784). Nadat in 1779 een scheiding van tafel en bed was uitgesproken, ontpopte ze zich tot een schrandere zakenvrouw en een adept van de Verlichting die de Franse Revolutie verwelkomde.

Pierre-François van Outryve was jong gestorven en de afhandeling van zijn enigszins bezwaarde nalatenschap was niet zonder problemen gebeurd. De weduwe kwam met de kinderen naar Brugge wonen, waar ze door de vermogende familieleden van de vorige generatie werden opgevangen en ondersteund. Dit betekende dat ze een uitstekende opvoeding kregen en goede studies konden doen. De ooms, die kanunnik waren en vermogend, zagen erop toe. De twee meisjes waren voorbestemd voor vleiende huwelijken.
Voor Jeanne-Françoise was dit al meteen gelukt toen ze, begiftigd met een mooie bruidsschat, een telg uit een oude adellijke familie trouwde, die het tot aan de top van de hiërarchie in het graafschap Vlaanderen zou brengen. Het was hoogstwaarschijnlijk ook een huwelijk uit liefde, want de ontroostbare weduwnaar hertrouwde niet, zoals zo vaak gebeurde. Le Bailly wilde aan zijn vrouw eer bewijzen en meteen aan zijn enige zoon een betere stamboom bezorgen, die er van moederskant eerder bescheiden uitzag. Daarom verkreeg hij in 1771 dat men zijn in 1749 overleden schoonvader in de erfelijke adelstand verhief, wat meteen inhield dat niet alleen zijn overleden vrouw, maar ook de vier andere kinderen in de adel werden opgenomen. Dit betekende een nog groter aanzien voor elkeen van hen.

## Ridder van Outryve d'Ydewalle
De verheffing in de adelstand bracht nog een supplementaire onderscheiding mee voor Jean-Jacques en Emmanuel-Louis die beiden ten persoonlijke titel tot 'ridder' werden verheven. Om dit luister bij te zetten noemde de oudste zich voortaan 'van Outryve de Merckem', naar een heerlijkheid die hij bezat, terwijl de jongste een heerlijkheid Ydewalle kocht en zich voortaan 'van Outryve d'Ydewalle' noemde.
Ridder van Outryve d'Ydewalle (ook vaak afgekort tot d'Ydewalle) had universitaire studies volbracht en was licentiaat in de rechten. Net als zijn broer en zijn zus Petronilla was hij mee betrokken in de vennootschappen van zijn oom. Hij had tegelijk politieke en ambtelijke ambities en dit bracht hem in het bestuur van het Brugse Vrije.
In 1787 werd hij algemeen ontvanger voor het Brugse Vrije. De benoeming kwam er dankzij de steun van zijn schoonbroer le Bailly. Die had ook nog een andere schoonbroer, Robert Coppieters, die burgemeester was van Brugge en die graag, naast zijn andere ontvangerschappen, ook dit algemeen ontvangerschap had veroverd. Hij was dan ook furieus toen hij er, door toedoen dan nog van zijn eigen schoonbroer, naast greep en, zoals men het in zijn dagboek bij herhaling kan vaststellen, kwam het nooit meer goed tussen hem en de van Outryves.

## De revolutietijd
Toen de revolutietijden aanbraken, was Emmanuel-Louis niet afkerig van de nieuwe orde. Hij en zijn broer Jean-Jacques zetten zich in de schoot van de Sint-Jorisgilde in om troepen ten dienste van de Brabantse Revolutie te stellen. Emmanuel-Louis was in 1787 schepen van het Brugse Vrije benoemd, en werd in deze functie bevestigd tijdens de korte tijd van de 'Belgische Staten'. Bij de eerste Oostenrijkse restauratie (1790-1792) werd hij niet meer herbenoemd, maar wel tijdens de tweede restauratie (1793-1794) toen men in Oostenrijk op verzoening aanstuurde. 
Toen de Fransen de Oostenrijkse Nederlanden binnenvielen, eerst in 1792 en meer definitief in juni 1794, sloten de van Outryves zich bij de nieuwe machthebbers aan. Ze hadden immers heel wat zakelijke belangen te verdedigen. Aldus werden ze lid van het 'Genootschap der Vrienden van Eendragt, Vrijheid en Gelijkheid', ook al speelden ze er geen enkele rol in. De revolutionaire voormannen in Brugge waren hoofdzakelijk jongeren uit de middenklasse. Petronilla van Outryve manifesteerde zich als een van hun bezielers en sponsors. Jean-Jacques en Emmanuel-Louis deden mee, op de achtergrond.
Van Outryve liet de mogelijkheden om interessante investeringen te doen niet onbenut. Zo kocht hij, samen met zijn schoonbroer de l'Espée een duizendtal ha bos- en heidegronden, die vroeger tot het patrimonium van de abdij van Sint-Andries behoorden en als nationale goederen werden verkocht.  
Toen op 25 november 1795 de adelstand in de Belgische departementen officieel en definitief werd afgeschaft, vond diezelfde avond bij Emmanuel-Louis een bal plaats. Mogelijk was het om die reden. Oud-burgemeester Robert Coppieters, die er het hart van in was dat hij dit nog moest meemaken, geloofde alvast van wel en schreef in zijn dagboek: "On a dansé chez les Ydewalle, bien mal à propos". Emmanuel-Louis noemde zich voortaan Outryve l'Espée en zijn broer Outryve Peers, allebei hun naam vereenvoudigende, maar er dan toch de naam van hun vrouw aan toevoegende.
De revolutie verloor stilaan zijn scherpe kanten, het consulaat en het keizerrijk verzekerden een zekere vrede en de van Outryves konden verder de zaken van hun vennootschappen behartigen. Als hoofd van de Kamer van Koophandel kon Jean-Jacques met de keizer tafelen en van hem de Legioen van Eer ontvangen toen die in 1810 naar Brugge kwam. Emmanuel-Louis was aanwezig op de grote receptie voor de keizer, zijn dochter Sophie mocht een complimentje voorlezen, zijn vrouw fungeerde als een van de twaalf inviterende dames die het bal openden en in zijn woning verleende hij gastvrijheid aan de Minister van de Marine, hertog Denis Decrès.

## Nederlandse tijd
Bij de vervanging van de departementsraad door de Provinciale Staten, in 1816, werd van Outryve lid van dit orgaan als vertegenwoordiger van de ridderschap. Het is zeer waarschijnlijk dat hij geen rol van enige betekenis speelde en weldra uit dit orgaan verdween, aangezien hij geen bevestiging van zijn adellijke status aanvroeg.
Aangezien de adel door de Franse Revolutie was afgeschaft, kon de adellijke status slechts opnieuw verworven worden door het indienen van een aanvraag bij koning Willem I. Het is onduidelijk wat Emmanuel-Louis ertoe gebracht heeft om deze aanvraag pas in 1822 in te dienen, daar waar de meeste leden van de Brugse adel dit al veel vroeger hadden gedaan. De erkenning die hij op 1822 verkreeg was daarbij nogal verwarrend. Zijn broer Jean-Georges, de ondertussen overleden kanunnik, kreeg erfelijke adel met de riddertitel voor al zijn mannelijke nakomelingen, die hij niet had. Petronilla van Outryve, ook al overleden, kreeg persoonlijke adeldom. Jean-Jacques, ondertussen ook overleden en met slechts een dochter, werd niet meer vernoemd. En Emmanuel-Louis kreeg erfelijke adeldom, maar slechts met een persoonlijke riddertitel. Niettemin werd op de officiële lijst van de geadelden vermeld dat zijn titel zou overgedragen worden op al zijn mannelijke nakomelingen, hetgeen ook is gebeurd. De verwarring was dus tamelijk groot.
Emmanuel-Louis was ook korte tijd gemeenteraadslid van Brugge.
De echtelingen d'Ydewalle - de l'Espée, die sinds vele jaren de herenwoning bewoonden naast het Gruuthusepaleis, overleden er op dezelfde dag, 26 februari 1827.

## Gezin
Emmanuel-Louis d'Ydewalle trad in 1777 een eerste maal in het huwelijk met Coleta Hamelinck (Gent, 1757 - Brugge, 1783). Zij was de dochter van de invloedrijke Gentenaar Willem Hamelinck, advocaat en griffier van de Raad van Vlaanderen. Hij behoorde toen nog niet tot de adel, maar werd in 1780 in de adelstand opgenomen.
Met haar had d'Ydewalle twee dochters:
- Marie-Thérèse die trouwde met François de Serret. Onder de nakomelingen van dit huwelijk bevindt zich koningin Mathilde.
- Colette die trouwde met Julien-Emmanuel d'Hanins de Moerkerke.

Nadat Coleta jong was gestorven, hertrouwde hij in 1787 met Anne de l'Espée (1762-1827). Hij had opnieuw verschillende kinderen, onder meer:
- Anne van Outryve, die trouwde met ridder Jacques de Man.
- Sophie van Outryve, die trouwde met burggraaf Edouard de Nieulant de Pottelsberghe.
- Adèle van Outryve, die trouwde met Adolphe Goupy de Beauvolers.

Nadat twee jongetjes bijna onmiddellijk na de geboorte overleden waren, was voor de naamoverdracht alle hoop gevestigd op Eugène-Augustin van Outryve d'Ydewalle. Uit zijn huwelijk met de vermogende burgerdochter Clémence van Severen sproten vier zonen voort. Zij zorgden voor een talrijk nageslacht, tot op heden.